# Liuxihe Shuiku
Liuxihe Shuiku (kinesiska: 流溪河水库) är en reservoar i Kina. Den ligger i provinsen Guangdong, i den södra delen av landet, omkring 87 kilometer nordost om provinshuvudstaden Guangzhou. Liuxihe Shuiku ligger 177 meter över havet. Arean är 0,60 kvadratkilometer. I omgivningarna runt Liuxihe Shuiku växer i huvudsak städsegrön lövskog. Den sträcker sig 0,8 kilometer i nord-sydlig riktning, och 1,9 kilometer i öst-västlig riktning.
Genomsnittlig årsnederbörd är 2 525 millimeter. Den regnigaste månaden är maj, med i genomsnitt 539 mm nederbörd, och den torraste är oktober, med 27 mm nederbörd.